# Dywizjon Artylerii Lekkiej KOP „Czortków”
Dywizjon Artylerii Lekkiej KOP „Czortków” (dal KOP „Czortków”) – pododdział artylerii lekkiej Korpusu Ochrony Pogranicza.

## Historia
Dywizjon Artylerii Lekkiej KOP „Czortków” został sformowany na podstawie rozkazu L.dz. 3591/tjn./Og.Org./37 dowódcy KOP z 26 sierpnia 1937, w garnizonie Czortków. Pododdział w składzie trzech baterii po dwa działony został podporządkowany dowódcy Brygady KOP „Podole”, a pod względem wyszkolenia dowódcy 6 Grupy Artylerii we Lwowie.
25 sierpnia 1938 Minister Spraw Wojskowych, gen. dyw. Tadeusz Kasprzycki nadał koszarom dywizjonu nazwę „Koszary imienia pułkownika Barthla de Weydenthal-Boruckiego”.
Na podstawie rozkazu L.dz. 3602/tjn./Og.Org./38 dowódcy KOP z 31 sierpnia 1938 dokonano zmian w organizacji jednostek artylerii KOP. Między innymi nowy etat otrzymał dal KOP „Czortków”. Nowa organizacja pokojowa dyonu przewidywała 14 oficerów, 53 podoficerów, 217 szeregowców i 178 koni oraz dwanaście 75 mm armat wz. 1897.
Z dniem 15 maja 1939 dywizjon stał się oddziałem gospodarczym. Stanowisko kwatermistrza dywizjonu przemianowane zostało na stanowisko zastępcy dowódcy dywizjonu do spraw gospodarczych, płatnika na stanowisko oficera gospodarczego, zastępcy oficera materiałowego dla spraw uzbrojenia na zbrojmistrza, zastępcy oficera materiałowego dla spraw żywnościowych na oficera żywnościowego.
Dywizjon był jednostką mobilizującą. Zgodnie z planem mobilizacyjnym „W” dywizjon formował, w mobilizacji alarmowej, w grupie jednostek oznaczonych kolorem zielonym, I dywizjon 40 Pułku Artylerii Lekkiej.

## Obsada personalna
Obsada personalna dal KOP „Czortków” w czerwcu 1939. Strzałkami (→) zaznaczono przydziały mobilizacyjne oficerów dywizjonu.
- dowódca dywizjonu – mjr art. Stanisław Ratajski → dowódca I/40 pal
- adiutant – kpt. art. Wiktor Badowski[a]
- oficer zwiadowczy – kpt. art. Henryk Serwacy Ostrowski[b]
- dowódca 1 baterii – kpt. art. Romuald Stępniewski[c] → dowódca 1/40 pal
- dowódca 2 baterii – kpt. art. Eugeniusz Franciszek Kaszubski → dowódca 2/40 pal
- dowódca 3 baterii – kpt. art. Kazimierz Juliusz Augustyn Jordan[d] → dowódca 3/40 pal

Obsada personalna I/40 pal we wrześniu 1939
- dowódca dywizjonu – ppłk art. Stanisław Stefan Ratajski[e].
- dowódca 1 baterii – kpt. art. Romuald Stępniewski
- dowódca 2 baterii – kpt. art. Eugeniusz Franciszek Kaszubski[f].
- oficer zwiadowczy – por. art. Mieczysław Ludwik Semenowicz
- oficer ogniowy – por. art. Andrzej Warchoł († 1940 Katyń)
- dowódca 3 baterii – kpt. art. Kazimierz Julian August Jordan (ranny 15 września 1939)
- oficer zwiadowczy – ppor. rez. Tadeusz Hudycz
- oficer ogniowy – por. art. Remigiusz Marian Rekman (od 15 września 1939 dowódca 3/40 pal)
- oficer baterii – por. rez. inż. Edward Fąferło
- dowódca kolumny amunicyjnej – kpt. art. Wawrzyniec Wilk

- kpt. Wiktor Badowski († 1940 Katyń)
- kpt. Stanisław Smagacz († 1940 Katyń)
- por. rez. Włodzimierz Mackiewicz († 1940 Katyń)